# تآصل

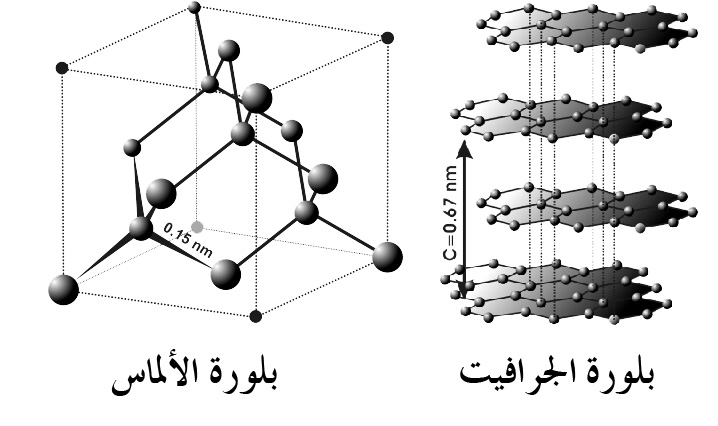
تتكون كلا من بلورة الغرافيت والألماس من الكربون ولكنهما يختلفان في طريقة ارتباط الذرات مع بعضها

التآصل (ملاحظة 1) هو ظاهرة كيميائية توجد في بعض المواد تؤدي إلى وجودها بصور متعددة نتيجة لاختلاف تركبيها البلوري مع تشابه تركيبها الكيميائي. ومثال على ذلك الألماس والغرافيت وهما مادتان تتكونان من الكربون، ولا يدخل في تركيبهما أي عنصر آخر فهو كربون نقي. ولكن تركيبهما البلوري مختلف تماما، وهذا ما يتسبب في اختلاف خواصهما. فبينما الألماس شديد الصلابة جدا، نجد الجرافيت قليل الصلابة. استحدث الكيميائي السويدي جونز جاكوب برزليوس مفهوم التآصل allotropy عام 1841.

## هوامش
- ملاحظة 1 يقابلها بالإنجليزية: Allotropy

## اقرأ أيضا
- تآصل الكربون
- توبؤ القصدير
- تآصل الحديد
- تآصل الكبريت